# ルーシ・ビザンツ条約 (911年)
ルーシ・ビザンツ条約（ルーシ・ビザンツじょうやく、ロシア語: Русско-византийский договор）は911年にキエフ・ルーシと東ローマ帝国（ビザンツ帝国）の間に締結された条約。下ごしらえとして907年に結ばれた条約をより発展させるべく結ばれ、両国が10世紀に結んだ条約の中で最も包括的で詳細な物になっている。
条約の文章は『原初年代記』に記録されており、その内容と言葉の表現法は後に東ローマ帝国とイタリアの諸商人共和国の間に結ばれた通商条約と多くの類似点を有している。条約の文章は2つの言語で構成され（片方は東ローマの公用語であるギリシャ語）、東ローマ側においては皇帝レオーン6世がじきじきに署名した。一方のルーシ側の首長（キエフ大公）の座にあったのはオレグである。また、締結式で両側によってなされた演説もそれに記されている。当時ヨーロッパで蛮族とされた者達（ルーシ）との条約の中で、これほどの複雑さと古色を持つ条約はほかにない。
条約はルーシ側使節の名前の列挙で始まり、その名前はもっぱら北欧的なものである。第3項から第7項までは刑法およびルーシがコンスタンティノープルに持つ居留地での生活を規定していて、もし帝国首都でルーシ商人が死んだ場合の遺産継承の条件なども記されている。第8項は海事法について規定されている。その以下の項では捕虜の身代金および相互交換、ルーシ商人が受ける待遇などが詳細に述べられている。